# Alberto Denti di Pirajno
Il duca Alberto Denti di Pirajno (La Spezia, 7 marzo 1886 – Roma, 15 gennaio 1968) è stato un medico, funzionario e scrittore italiano.

## Biografia
Nato a La Spezia nel 1886, da padre siciliano, responsabile del porto militare di La Spezia, e madre inglese, Alberto Denti di Pirajno studiò medicina a Firenze e Roma. Combattente nella prima guerra mondiale, fu decorato con una medaglia di bronzo. Dopo la guerra si trasferì in Macedonia e poi, nel 1924, in Tripolitania come medico di un reparto comandato dal duca Amedeo d'Aosta.
Divenuto funzionario coloniale, ebbe incarichi amministrativi in Eritrea e in Somalia. Dopo la guerra d'Abissinia del 1936, con la nomina a viceré del duca D'Aosta, divenne capo di Gabinetto. Nel 1941 fu nominato prefetto di Tripoli e nel 1943, con la sconfitta italiana, dopo aver consegnato la città libica al generale inglese Montgomery, fu internato in un campo di concentramento in Kenya ove rimase tre anni.
Personalità schiva e riservata ma anche bizzarra (lo storico del colonialismo italiano Angelo Del Boca lo definisce «scrittore finissimo e stravagante»), già autore di alcuni volumi sulle sue esperienze africane, tra i quali Un medico in Africa, testo tradotto in più lingue e particolarmente ammirato dagli scrittori Harold Nicolson e Karen Blixen, nel 1960, all'età di settantaquattro anni, pubblicò il suo primo romanzo Ippolita, accolto favorevolmente dalla critica. La vicenda del romanzo, che si svolge prima e dopo il Risorgimento italiano, è narrata in modo sobrio e distaccato, in uno stile che si discosta sia dal realismo tipico dei primi anni della letteratura del Novecento, sia dalle divagazioni fantastiche degli autori successivi. Ippolita ottenne nel 1961 il premio letterario "Orio Vergani" del Corriere della Sera.
Un secondo romanzo, La mafiosa, sottotitolo Un romanzo sulla Mafia ispirato a episodi veramente accaduti, venne pubblicato da Longanesi nel 1965 e partecipò al Premio Campiello dell'anno successivo.
Oltre a testi di memorialistica e narrativa, Denti di Pirajno scrisse anche alcuni volumi di gastronomia: Il gastronomo educato (1950) e Siciliani a tavola (pubblicato postumo nel 1970), testi che non sono semplici ricettari ma piuttosto libri di cultura del mangiare arricchita dalla sua esperienza internazionale.
Con lo pseudonimo di Hasân-El-Tarâs, scrisse anche la raccolta di poesie Il minareto incantato, fingendo di aver tradotto il manoscritto ritrovato di un inesistente poeta turco.
Morì a Roma, a 81 anni, nel 1968.

## Curiosità
Il romanzo A Grave for a Dolphin del 1956, edito solo in inglese, sarebbe stato fonte di ispirazione di parte del testo della canzone Heroes del 1977 di David Bowie, secondo quanto dichiarato dallo stesso musicista nel 2001 nella prefazione all'autobiografia della seconda moglie, la modella Iman Abdulmajid, I am Iman.

## Opere
- Il minareto incantato, con lo pseudonimo di Hasân-El-Tarâs, in Rivista italiana, XXII, 1921, pp. 137–178 poi ristampato in volume con prefazione di Francesco Gabrieli, Ed. di 1000 esemplari numerati, Milano, Scheiwiller, 1972.
- Storie del mio bazar, Milano, Alpes, 1929.
- Il gastronomo educato, Venezia, Neri Pozza, 1950.
- Un medico in Africa, Vicenza, Neri Pozza, 1952. Nuova ed. Milano, TEA, 1997. ISBN 88-7818-245-1. poi ristampato come Incantesimi neri, Milano, A. Mondadori, 1959.
- A Grave for a Dolphin, London, André Deutsch, 1956[10].
- Ippolita, Milano, C. M. Lerici, 1960. Nuova ed. Vicenza, Neri Pozza, 1994. ISBN 88-7305-474-9.
- La mafiosa, Milano, Longanesi, 1965. Nuova ed. Milano, Lampi di stampa, 2008. ISBN 978-88-488-0724-1.
- Siciliani a tavola. Itinerario gastronomico da Messina a Porto Empedocle, Milano, Longanesi, 1970.
- La mia seconda educazione inglese, Milano, Longanesi, 1971.
- Il pedicure ambidestro (inedito)